# Alice et le Cheval volé
Alice et le Cheval volé (titre original : Race Against Time, littéralement : « Course contre la montre ») est le soixante-sixième roman de la série américaine Alice (Nancy Drew en VO) écrit par Caroline Quine, nom de plume collectif de plusieurs auteurs. L'auteur de ce roman est James Duncan.
Aux États-Unis, le roman a été publié pour la première fois en 1982 par Simon & Schuster, New York. En France, il est paru pour la première fois en 1987 chez Hachette dans la collection Bibliothèque verte.

## Résumé
Remarque : le résumé est basé sur les éditions cartonnées non abrégées parues de 1987 à 2000 en langue française.
Un propriétaire de ranch sollicite les talents de détective d'Alice pour retrouver son cheval de prix, Étoile Filante, qui a été volé, et qui doit très prochainement participer à une compétition...
D'autre part, Ned, l'ami étudiant d'Alice, qui est membre du club cinéma de son université, va tourner un film amateur dans un vieux manoir inoccupé prêté par le propriétaire. Pourtant, il y a des traces de visiteurs dans la demeure...

## Personnages

### Personnages récurrents
- Alice Roy : héroïne du roman, dix-huit ans, orpheline de mère.
- James Roy : avoué de renom, père d'Alice Roy, veuf.
- Bess Taylor : jeune fille blonde et rondelette, une des meilleures amies d'Alice.
- Marion Webb : jeune fille brune et sportive, cousine germaine de Bess Taylor et une des meilleures amies d'Alice.
- Ned Nickerson : jeune homme brun et athlétique, ami et chevalier servant d'Alice, étudiant à l'université d'Emerson.
- Sarah Berny[2] : la fidèle gouvernante des Roy, qui a élevé Alice à la mort de sa mère.

### Personnages spécifiques à ce roman
- Commissaire Mac Guinnis[3] : ami d'Alice.
- M. Ulman : le propriétaire du manoir.
- Roger Harlow : propriétaire du ranch.
- Tina : sept ans petite-fille de Roger Harlow.
- Tony Traynor : metteur en scène.
- Kurt Ellum : entraîneur des chevaux de Roger Harlow.
- Alf Sanchez : vieux palefrenier de Roger Harlow, renvoyé par lui.
- Hugh Morston : voisin de Roger Harlow.
- Lenny Arthur : étudiant, membre du club de cinéma de l'université d'Emerson.
- Gwen Jethro : étudiante, membre du club de cinéma de l'université d'Emerson.

## Éditions françaises
- 1987 : Hachette, collection Bibliothèque verte (série hachurée), cartonné (français, version originale). Illustré par Philippe Daure. Texte français de Dominique Rousset. 20 chapitres. 191 pages.
- 1992 : Hachette, collection Bibliothèque verte no 476, souple (français, version originale). Illustré par Philippe Daure. Texte français de Dominique Rousset. 20 chapitres. 217 pages.
- 2000 : Hachette, collection Bibliothèque verte (série à timbre), souple (français, originale). Illustré par Philippe Daure.
- 2008 : Hachette, collection Bibliothèque verte (série Marguerite Sauvage), souple (français, version modifiée). Illustré par Marguerite Sauvage. Texte français de Dominique Rousset. 20 chapitres. 182 pages.